# Aburistella flava
Genre
Espèce
Aburistella flava, unique représentant du genre Aburistella, est une espèce d'opilions laniatores de la famille des Assamiidae.

## Distribution
Cette espèce est endémique de Côte d'Ivoire. Elle se rencontre vers le parc national du Banco.

## Description
Le mâle syntype mesure 7 mm et la femelle syntype 1 mm.

## Publication originale
- Lawrence, 1947 : « Opiliones from the Ivory Coast of West Africa collected by R. Paulian and C. Delamare-Deboutteville. » Revue Française d'Entomologie, vol. 14, no 1, p. 34–46.